# 2007 في المغرب
فيما يلي قوائم الأحداث التي وقعت خلال عام 2007 في المغرب.

## أحداث
- 7 سبتمبر – الانتخابات التشريعية المغربية 2007

## سياسة

### تعيين في المنصب
- 1 يناير – ميلود الشعبي عضو مجلس النواب المغربي.
- 7 سبتمبر – سعد الدين العثماني عضو مجلس النواب المغربي.

### انتهاء فترة المنصب
- 7 سبتمبر – سعد الدين العثماني عضو مجلس النواب المغربي.
- 19 سبتمبر – إدريس جطو رئيس حكومة المغرب.

## أفلام
من الأفلام التي صدرت هذه السنة في المغرب:
- 1 يناير – القلوب المحترقة من إخراج أحمد المعنوني.
- 1 يناير – فين ماشي يا موشي من إخراج حسن بنجلون.
- 1 يناير – ملائكة الشيطان من إخراج أحمد بولان.
- 1 يناير – مهاجر من إخراج أشرف بزناني.

## مواليد

### فبراير
- 28 فبراير – خديجة أميرة المغرب الاميرة خديجة ابنة ملك المغرب محمد السادس.

## وفيات

### يناير
- 1 يناير – إدريس بن الحسن العلمي (مواليد 1925) شاعر مغربي.
- 8 يناير – مولاي مصطفى بلعربي العلوي (مواليد 1923) سياسي مغربي.

### مارس
- 21 ديسمبر – سعدية مارسيانو (مواليد 1950) سياسي إسرائيلي.

### أبريل
- 1 أبريل – إدريس الشرايبي (مواليد 1926)

### مايو
- 12 مايو – مليكة الفاسي (مواليد 1919) كاتبة مغربية.
- 22 مايو – إدريس بن زكري (مواليد 1950) سياسي مغربي.

### أغسطس
- 27 أغسطس – إدريس البصري (مواليد 1938) سياسي مغربي.

### نوفمبر
- 16 نوفمبر – محمد بوزوبع (مواليد 1939) سياسي مغربي.

### ديسمبر
- 5 ديسمبر – عبد الرحيم بركاش (مواليد 1949) صحفي مغربي.
- 21 ديسمبر – سعدية مارسيانو (مواليد 1950) سياسي إسرائيلي.